# الاکلنگ

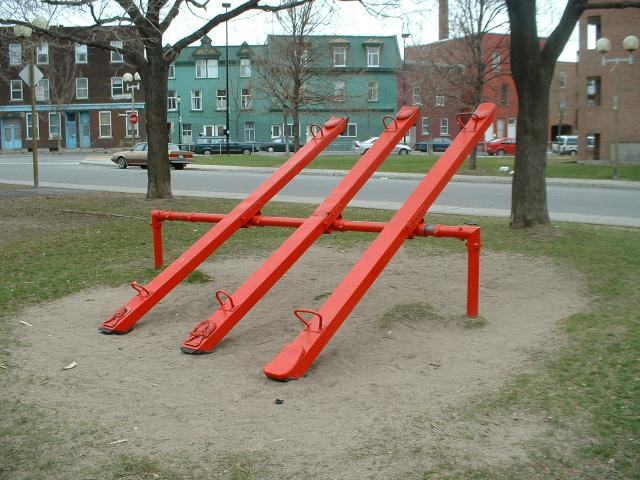

الاکلنگ نوعی وسیله بازی است که در آن قطعه چوب یا فلز درازی را بر تکیه گاهی مانند ترازو نهند و دو نفر که از نظر وزنی یک اندازه هستند بر دو انتهای آن نشینند و با انتقال وزن چوب به طرف بالا و پائین می‌رود و افراد به وسیله این بازی تفریحی، کمی هیجان را تجربه می‌نمایند. الاکلنگ از لحاظ علم فیزیک یک ماشین، و اهرم نوع اول است که در آن تکیه گاه وسط نیروی محرک و نیروی مقاوم است .